# Бокс на Літній універсіаді 2013
Змагання з боксу на XXVII Всесвітньої Літній Універсіаді пройшли з 5 по 10 липня 2013 року в Казані, Росія. Бокс вперше був включений в програму Універсіади. Всього було розіграно 10 комплектів нагород. Змагання пройшли лише серед чоловіків. Від кожної країни можна було заявити одного спортсмена в одній ваговій категорії. У змаганнях взяли участь 161 спортсмен з 35 країн світу.

## Розклад змагань
| 1/32 | 1/32 фіналу | 1/16 | 1/16 фіналу | 1/8 | 1/8 фіналу | ¼ | Чвертьфінали | ½ | Півфінали | Ф | Фінал |

| Турнір      | 5 липня День 0 | 6 липня День 1 | 7 липня День 2 | 8 липня День 3 | 9 липня День 4 | 10 липня День 5 |
| ----------- | -------------- | -------------- | -------------- | -------------- | -------------- | --------------- |
| До 49 кг    | 1/8            |                | ¼              |                | ½              | Ф               |
| До 52 кг    | 1/16           |                | 1/8            | ¼              | ½              | Ф               |
| до 56 кг    | 1/8            |                | ¼              |                | ½              | Ф               |
| До 60 кг    | 1/16           |                | 1/8            | ¼              | ½              | Ф               |
| до 64 кг    | 1/16           | 1/8            |                | ¼              | ½              | Ф               |
| до 69 кг    | 1/16           | 1/8            |                | ¼              | ½              | Ф               |
| до 75 кг    | 1/16           |                | 1/8            | ¼              | ½              | Ф               |
| до 81 кг    | 1/16           |                | 1/8            | ¼              | ½              | Ф               |
| До 91 кг    | 1/8            |                |                | ¼              | ½              | Ф               |
| Понад 91 кг | 1/8            |                |                | ¼              | ½              | Ф               |

## Медалі

### Загальний залік[2]
| Місце  | Країна         | Золото | Срібло | Бронза | Загалом |
| ------ | -------------- | ------ | ------ | ------ | ------- |
| 1      | Росія          | 6      | 2      | —      | 8       |
| 2      | Україна        | 2      | —      | 1      | 3       |
| 3      | Узбекистан     | 1      | 4      | 3      | 8       |
| 4      | Монголія       | 1      | —      | 5      | 6       |
| 5      | Казахстан      | —      | 2      | 2      | 4       |
| 6      | Вірменія       | —      | 1      | 1      | 2       |
| 6      | Південна Корея | —      | 1      | 1      | 2       |
| 8      | Білорусь       | —      | —      | 2      | 2       |
| 8      | Молдова        | —      | —      | 2      | 2       |
| 10     | Франція        | —      | —      | 1      | 1       |
| 10     | Литва          | —      | —      | 1      | 1       |
| 10     | Туреччина      | —      | —      | 1      | 1       |
| Усього | Усього         | 10     | 10     | 20     | 40      |

### Медалісти
| Категорія    | Золото                    | Срібло                      | Бронза                          |
| До 49 кг     | Хасанбой Дусматов (UZB)   | Кім Ін Кю (KOR)             | Ганхуягийн Ган-Ердене (MGL)     |
| До 49 кг     | Хасанбой Дусматов (UZB)   | Кім Ін Кю (KOR)             | Ержан Жомарт (KAZ)              |
| До 52 кг     | Харгуугийн Енх-Амар (MGL) | Міша Алоян (RUS)            | Жасурбек Латіпов (UZB)          |
| До 52 кг     | Харгуугийн Енх-Амар (MGL) | Міша Алоян (RUS)            | Олександр Ришкан (MDA)          |
| До 56 кг     | Сергій Водоп'янов (RUS)   | Рустам Рустамов (KAZ)       | Енхжаргал Ідерхуу (MGL)         |
| До 56 кг     | Сергій Водоп'янов (RUS)   | Рустам Рустамов (KAZ)       | Генріх Мокоян (ARM)             |
| До 60 кг     | Адлан Абдурашидов (RUS)   | Фазліддін Гаїбназаров (UZB) | Доржнямбуугийн Отгондалай (MGL) |
| До 60 кг     | Адлан Абдурашидов (RUS)   | Фазліддін Гаїбназаров (UZB) | Лі Сан Мін (KOR)                |
| До 64 кг     | Раджаб Бутаєв (RUS)       | Артур Кіраджян (ARM)        | Дмитро Галагот (MDA)            |
| До 64 кг     | Раджаб Бутаєв (RUS)       | Артур Кіраджян (ARM)        | Денис Берінчик (UKR)            |
| До 69 кг     | Андрій Замковий (RUS)     | Хуршидбек Норматов (UZB)    | Бямбин Тувшинбат (MGL)          |
| До 69 кг     | Андрій Замковий (RUS)     | Хуршидбек Норматов (UZB)    | Онур Шипал (TUR)                |
| До 75 кг     | Дмитро Митрофанов (UKR)   | Азізбек Абдугофуров (UZB)   | Нармандахин Шинебаяр (MGL)      |
| До 75 кг     | Дмитро Митрофанов (UKR)   | Азізбек Абдугофуров (UZB)   | Нурдаулет Жарманов (KAZ)        |
| До 81 кг     | Олександр Гвоздик (UKR)   | Дмитро Бівол (RUS)          | Елшод Расулов (UZB)             |
| До 81 кг     | Олександр Гвоздик (UKR)   | Дмитро Бівол (RUS)          | Михайло Довголевець (BLR)       |
| До 91 кг     | Євген Тищенко (RUS)       | Рустам Тулаганов (UZB)      | Ділан Брежон (FRA)              |
| До 91 кг     | Євген Тищенко (RUS)       | Рустам Тулаганов (UZB)      | Тадас Тамашаускас (LTU)         |
| Ппонад 91 кг | Магомед Омаров (RUS)      | Жан Кособуцький (KAZ)       | Мірзохіджон Абдуллаєв (UZB)     |
| Ппонад 91 кг | Магомед Омаров (RUS)      | Жан Кособуцький (KAZ)       | Ян Судзиловський (BLR)          |

## Спортивна арена
| Центр боксу          |
| -------------------- |
| Місткість: 1980 осіб |